# Merseyside
Merseyside este un comitat în nord-vestul Angliei ce cuprinde zona metropolitană a orașului Liverpool.

## Orașe
- Bebington
- Birkenhead
- Bootle
- Earlestown
- Formby
- Halewood
- Heswall
- Hoylake
- Huyton
- Kirkby
- Liverpool
- Maghull
- Newton-le-Willows
- Prescot
- Rainhill
- Southport
- St Helens
- Wallasey
- Whiston

1. ↑   http://ons.maps.arcgis.com/home/item.html?id=a79de233ad254a6d9f76298e666abb2b Lipsește sau este vid: |title= (ajutor)